# 피지샘증식증
피지샘증식증은 피지샘이 증식해서 살색이나 노란색을 띠고 반짝이며 종종 배꼽모양의 융기가 생기는 질환이다. 주로 얼굴, 머리 목과 같이 피지가 많이 모이는 부위에 나타나며, 일반적으로 직경이 2~4mm이고 증상이 없다. 

## 증상
피지샘증식증은 얼굴, 머리 목 등 피지선이 많이 밀집된 부위에 주로 나타난다. 